# Entwicklungskriminologie
Entwicklungskriminologie bezeichnet eine internationale Forschungsrichtung in der Kriminologie, die Stabilität und Wandel in den Lebensläufen von Straftätern untersucht. Ihre Ergebnisse stehen im Gegensatz zum Stabilitätspostulat in der Allgemeinen Kriminalitätstheorie von Michael R. Gottfredson und Travis Hirschi (1990). Nach Gottfredson/Hirschi ist eine aus geringer Selbstkontrolle resultierende Neigung zur Kriminalität eine über lange Zeiträume anhaltende Persönlichkeitseigenschaft. Dieses Postulat widerspricht empirisch gesicherten Erkenntnissen, nach denen mit zunehmendem Alter weniger Straftaten begangen werden.

## Entwicklungskriminologische Theorien

### Die Alterstheorie von Greenberg
Der US-amerikanische Soziologe und Kriminologe David F. Greenberg (New York University) entwickelt seine Alterstheorie  auf Basis der kriminalsoziologischen Anomietheorie und meint, dass der anomische Druck in Abhängigkeit vom Alter variiere. Besonders hoch sei er im Jugendalter, wodurch sich die hohe Kriminalitätsrate bei Jugendlichen erklärt. Jugendliche seien stark konsumorientiert, würden aber nur über begrenzte finanzielle Mittel verfügen. So seien Eigentumsdelikte zu erklären. Alkohol- und Drogenkonsum, Widerstand gegen Autoritäten und auch Gewaltkriminalität erklärt Greenberg mit nicht-materiellem Druck, dem Jugendliche im Rahmen ihres Statuserwerbs und ihrer Bemühungen um Autonomie ausgesetzt seien. In dieser Situation komme es zudem zur Bildung jugendlicher Subkulturen mit eigenen Regeln und Rollenerwartungen.
Den Rückgang der Kriminalitätsbelastung am Beginn der Erwachsenenphase erklärt Greenberg damit, dass erstens mehr finanzielle Mittel zur Verfügung stehen, was den materiellen anomischen Druck vermindert und man zweitens durch kriminelles Verhalten mehr zu verlieren habe (Reputation, Beruf, Partnerschaft). Mit dieser Kosten-Nutzen-Rechnung nähert sich Greenberg der kriminologischen Theorie der rationalen Entscheidung.

### Die Wechselwirkungstheorie von Thornberry
Der US-amerikanische Soziologe und Kriminologe Terence P. Thornberry (University of Colorado Boulder) geht entsprechend Hirschis Theorie der vier Bindungen davon aus, dass die Neigung eines Menschen zu Straftaten mit der Schwäche seiner Integration in die Gesellschaft zusammen hängt. Laut Thornberry verändern sich altersabhängig jedoch Einflüsse auf diese Bindungen.
Die Delinquenz im frühen Jugendalter (ab dem 11. Lebensjahr) wird durch fehlende soziale Zwänge begünstigt, die aus einer geringen Bindung an die Eltern (attachment to parents), einer geringen Verpflichtung gegenüber der Schule (commitment to school) und dem fehlenden Glauben an konventionelle Werte (belief in conventional values) resultieren. Dies wird in der mittleren Jugendphase (ab dem 15. Lebensjahr) verstärkt durch den Kontakt zu delinquenten gleichaltrigen Jugendlichen (associations with delinquent peers) und die Übernahme von delinquenten Werten (delinquent values). Schließlich entwickle delinquentes Verhalten selbst eine Verstärkerfunktion und führe zur Verfestigung entsprechender Handlungsmuster. Thornberry geht nicht von einer klaren Ursachenstruktur, sondern einer jeweils unterschiedlichen Wechselwirkung zwischen den beschriebenen Faktoren aus.
Im Erwachsenenalter kommen Thornberry zufolge kriminalitätshemmende Faktoren dazu: Einbindung in konventionelle Aktivitäten wie Beruf, Studium, Militärdienst (commitment to conventional activities) und partnerschaftliche bzw. familiäre Verpflichtungen (commitment to family). Diese Bindungsvariablen seien wesentlich für den Abbruch krimineller Karrieren am Anfang des Erwachsenenalters. Der Ausstieg werde aber erschwert, wenn alte Bindungsvariablen noch wirksam seien.

### Die Theorie der altersabhängigen informellen Sozialkontrolle von Sampson und Laub
Die US-amerikanischen Soziologen und Kriminologen Robert J. Sampson (Harvard University) und John H. Laub (University of Maryland) gehen davon aus, dass es einen starken Zusammenhang zwischen Kriminalität im Jugend- und im Erwachsenenalter gibt, doch könne zu jedem Zeitpunkt im Lebens eines Menschen ein Wendepunkt (turning point) erreicht werden.
Auch Sampson/Laub orientieren sich an Hirschis Theorie der vier Bindungen, fokussieren aber besonders darauf, dass die Intensität solcher Bindungen im Laufe eines Lebens variiert. Zudem könnten einzelne Lebensereignisse und Erfahrungen (wie etwa der Übergang in eine Vollzeitbeschäftigung, das Eingehen einer Partnerschaft, die Gründung einer Familie oder der Beginn des Militärdienstes) zu neuen Bindungen mit starkem sozialen Kapital führen und somit den Ausstieg befördern.

## Empirische Untersuchungen zur Entwicklungskriminologie

### Sampson und Laub  (USA)
Zur empirischen Absicherung ihrer Theorie von den Wendepunkten unterwarfen Sampson und Laub die Langzeitstudie des Ehepaars Glueck einer Reanalyse. Mit großem Aufwand wurden noch Probanden ermittelt, die inzwischen etwa 70 Jahre alt waren. Sampson/Laub konnten ihre Annahmen von den Lebens-Wendepunkten bestätigen und fanden drei Probanden-Typen: Persisters (Fortsetzung der kriminellen Karriere auch im Erwachsenenalter), desisters (Abbruch der kriminellen Karriere im Erwachsenenalter) und Probanden mit einer zigzag criminal career (diskontinuierliche Delinquenzverläufe).

### Stelly und Thomas (Deutschland)
Die deutschen Kriminologen Wolfgang Stelly und Jürgen Thomas (beide Universität Tübingen) haben die Lebensgeschichten von 200 ehemaligen Strafgefangenen und 200 Vergleichsprobanden aus der Tübinger Jungtäter-Vergleichsuntersuchung (begonnen in den 1960er Jahren) von der Geburt an aufgearbeitet. Für einen großen Teil der Probanden konnten die Lebensläufe bis in die Mitte des fünften Lebensjahrzehnts rekonstruiert werden. Im Ergebnis wurden die Annahmen der Theorie der vier Bindungen und des Wendepunkt-Ansatzes von Sampson und Laub bestätigt.

### David P. Farrington (Großbritannien)
Der britische Psychologe und Kriminologe David P. Farrington (University of Cambridge) untersuchte zusammen mit Mitarbeitern die Cambridge Study in Delinquent Development aus den 1960er Jahren nach. Im Ergebnis zeigte sich, dass kriminelle Karrieren regelhaft keinen front-end-Verlauf haben, sondern sich im Durchschnitt auf die Zeit zwischen dem 19. und 28. Lebensjahr beschränken. Aus Interviews mit den 48-jährigen Probanden ergab sich, dass bei allen (auch den persisters) die sozialen Auffälligkeiten zurückgegangen waren und dies mit einer zunehmenden sozialen Integration korrespondiert.

### Terrie E. Moffitt (Neuseeland)
Im Mittelpunkt des Interesses der britischen Psychologin Terrie E. Moffitt (King’s College London) standen die chronischen Straftäter (chronical offenders oder career criminals), die schon in der frühen Jugend Straftaten begehen und dies bis in das Erwachsenenalter fortsetzen, und die episodenhaften Jugendstraftäter (adolescence-limited antisocial behavior), deren kriminelle Aktivitäten mit dem Jugendalter ausklingen. Für jede dieser Verlaufsformen wollte Moffit eine eigenständige Erklärung finden.
Dazu untersuchte sie hauptsächlich die bereits vorliegenden Ergebnisse einer noch laufenden Langzeitstudie aus Neuseeland (Dunedin Multidisciplinary Health and Development Study). In dieser Studie werden 1037 Kinder der Geburtsjahrgänge 1972 und 1973 aus dem neuseeländischen Bezirk Dunedin in zweijährigen Abständen exploriert.
Der Anteil der chronischen Straftäter ist zahlenmäßig eher gering. Bei dieser Gruppe beginnen Straftaten schon ab dem 7. Lebensjahr und nehmen bis in das Erwachsenenalter kontinuierlich zu. Life-course persisters weisen laut Moffitt erhebliche Defizite im Bereich der sozialen, moralischen, emotionalen und kognitiven Kompetenz auf. Das führt im Laufe des Lebens zu anwachsenden Problemen (Schulabbruch, Arbeitslosigkeit, frühe Vaterschaft, Scheidung, Inhaftierung), die die Neigung zu Straftaten noch verstärken. Die Psychologin Moffitt führt solche Verläufe auf neuropsychologische Dysfunktionen aus der frühen Kindheit zurück (wie sprachliche Defizite, Unaufmerksamkeit, Hyperaktivität, Aggressivität, Impulsivität), bestreitet aber eine biologische Determination von Kriminalität. Erst in Wechselwirkung mit einer ungünstigen sozialen Umwelt könnten sich die Dysfunktionalitäten zu einem Antisozialen Syndrom ausbilden.
Weitaus häufiger sind episodenhaften Jugendstraftäter. Deren kriminogene Auffälligkeiten beginnen erst mit dem Reifungsalter und enden überwiegend auch mit ihm. Außerdem betreffen die Auffälligkeiten nicht den gesamten Sozialbereich, sondern nur Ausschnitte, insbesondere den Freizeitbereich. Für diese Verlaufsform findet Moffit druck- und lerntheoretische Erklärungen, ähnlich wie Thornberry.

### Laufende Deutsche Langzeituntersuchungen

#### Berliner CRIME-Studie
Die Berliner CRIME-Studie (Chronische Rückfalldelinquenz im individuellen menschlichen Entwicklungsverlauf) basiert auf einer Stichprobe von 397 männlichen, erwachsenen und deutschsprachigen Strafgefangenen des Berliner Strafvollzuges, die ab 1976 unter Leitung von Wilfried Rasch erhoben wurde. Eine Vergleichsgruppe wurde nicht gebildet. Die Untersuchung wird von Klaus-Peter Dahle und Mitarbeitern fortgeführt, wobei einerseits delinquente Entwicklungen im Lebenslauf analysiert und andererseits Methoden der Kriminalprognose überprüft werden. Nach Haftentlassung wurde anhand von Bundeszentralregisterauszügen die weitere Delinquenzentwicklung der Probanden beobachtet. Dazu kamen persönliche Nachuntersuchungen. Bis 2001 konnten fünf Verlaufstypen ermittelt werden:

##### Gelegenheitstäter
Als Gelegenheitstäter wurden 47 Prozent der Stichprobe klassifiziert, 80 Prozent von ihnen brachen ihre kriminelle Karriere im Laufe des Untersuchungszeitraums ab. Ein gewichtiger Teil der Gelegenheitstäter-Gruppe trat nur ein- bis dreimal strafrechtlich in Erscheinung, wobei Gewaltdelikte kaum eine Rolle spielten. Mehrheitlich handelte es sich bei ihren Straftaten um Unterhaltspflichtverletzungen und Vermögensdelikte. Ein anderer Teil dieser Gruppe wurde häufiger auffällig, das aber mit geringfügigen Delikten.

##### Späteinsteiger
Als Späteinsteiger wurden 13 Prozent der Stichprobe klassifiziert. Diese Probanden waren im Jugendalter kaum strafrechtlich in Erscheinung getreten, ihre Delinquenz nahm dann bis zum Alter von 40 Jahren deutlich zu und fiel dann nur langsam wieder ab. Die durchschnittliche Haftdauer dieser Probanden betrug zehn Jahre, das Deliktspektrum umfasst meist schwere Eigentumsdelikte sowie Gewalttaten.

##### Jungaktive
Als Jungaktive wurden 16 Prozent der Stichprobe klassifiziert. Diese Probanden erreichten die größte Ausprägung ihrer Delinquenz bis zum 25. Lebensjahr. Danach gingen ihre strafrechtlichen Auffälligkeiten deutlich zurück, wobei es jedoch mehrheitlich weiterhin zu leichten Normverletzungen kam, die mit Geld- oder Bewährungsstrafen geahndet wurden.

##### Altersbegrenzte Intensivtäter
Als Altersbegrenzte Intensivtäter wurden elf Prozent der Stichprobe klassifiziert. Sie steigerten  ihre delinquenten Auffälligkeiten in Häufigkeit und Deliktschwere bis etwa zum 30. Lebensjahr, beendeten dies aber bis zum 35. Lebensjahr abrupt. Sie blieben dann überwiegend nach langjähriger Haft straffrei.

##### Persistente Intensivtäter
Als Persistente Intensivtäter wurden 13 Prozent der Stichprobe klassifiziert. Diese Probanden traten in jeder Lebensphase hinsichtlich der Schwere und Häufigkeit ihrer Delikte gegenüber den anderen Probanden hervor. Jeder von ihnen wies etwa 20 Einträge im Bundeszentralregister auf und war durchschnittlich 17 Jahre inhaftiert. Nur einem Fünftel dieser Teilgruppe gelang im Beobachtungszeitraum ein straffreies Leben.

#### Duisburger Verlaufsstudie
Im Gegensatz zur Berliner CRIME-Studie, die nur registrierte Kriminalität auswertet, beruht das von Klaus Boers und Jost Reinecke geleitete Projekt Kriminalität in der modernen Stadt auf Dunkelfeld-Befragungen von Schülern in den Städten Münster und Duisburg. In Duisburg wurden 2002 zu Beginn der Studie 61 Prozent der Schüler aller 7. Klassen erreicht. Nach acht Befragungswellen konnten 2009 sechs charakteristische Verlaufspfade identifiziert werden: Etwa 50 Prozent der Schüler gehörten zur Gruppe der Nichtdelinquenten; 19 Prozent zur Gruppe der Geringdelinquenten; 13 Prozent wiesen Delinquenz im Jugendalter auf, steigerten ihre Straftaten bis zum 15. Lebensjahr und senkten sie bis zum 17. Lebensjahr; 9 Prozent zählten zu den persistenten Intensivtätern ihre Delinquenz stieg bis zum 14. Lebensjahr stark an, danach wurde nur ein geringes Absinken, insbesondere von Gewalttaten, angegeben; vier Prozent gelten als frühe Abbrecher und reduzierten die Intensität ihrer Straftaten bereits ab dem 15. Lebensjahr auf das Niveau der Nichtdelinquenten; fünf Prozent waren späte Starter, sie wiesen ab dem 15. Lebensjahr eine stetig steigende Delikthäufigkeit auf.

## Kriminologische Würdigung der Entwicklungskriminologie
Michael Bock hält die neuere Entwicklungskriminologie für einen Wendepunkt in der Erforschung von Kriminalität:
- „Denn typisch für kriminelle Verlaufsmuster ist weniger die Kontinuität, als vielmehr die Diskontinuität, nicht Stabilität und Konstanz dominieren die Kriminalitätsentwicklung, sondern Brüche und Veränderungen. Die weitaus meisten kriminellen Karrieren enden irgendwann wieder, die einen früher und spontan, die anderen erst später und trotz einer langen Abwärtsspirale von Inhaftierung, Chancenverschlechterung und erneuter Kriminalität. Demgegenüber findet sich die durchlaufende, mehrere Lebensphasen übergreifende kriminelle Karriere lediglich bei einem kleinen Teil der Straftäter und stellt im Gesamtbild der Kriminalitätsverläufe eher die Ausnahme dar.“[16]

Laut Bernd-Dieter Meier (Universität Hannover) ist die Praxisrelevanz der entwicklungskriminologischen Erkenntnisse erheblich:
- „Indem sie Kriminalität als Bestandteil eines übergreifenden, dynamischen Entwicklungsprozesses einordnen, machen sie deutlich, dass für präventive Eingriffe zahlreiche Ansatzpunkte existieren. Dabei kann an stützende und helfende Frühinterventionen, die in der Frühphase der Entwicklung insbesondere die familiären Bindungen stärken, ebenso gedacht werden wie an besondere, auf Reintegration und die Schaffung von neuen Bindungen abzielende Behandlungsmaßnahmen im Strafvollzug.“[17]

Zwischen 2006 und 2010 waren die Vertreter der Entwicklungkriminologie die international meistzitierten Kriminologen, neuere Zitations-Rankings liegen nicht vor.

### Allgemein zur Entwicklungskriminologie
- Michael Bock: Kriminologie, 4. Auflage, München: Vahlen, 2013, ISBN 978-3-8006-4705-7, S. 85–105.
- Wolfgang Stelly, Jürgen Thomas: Einmal Verbrecher – immer Verbrecher? Wiesbaden, Westdeutscher Verlag, 2001, ISBN 3-531-13665-8.

### Spezielle Entwicklungskriminologien und empirische Untersuchungen
- David P. Farrington et al.: Criminal Careers up to Age 50 and Life Success up to Age 48. new Findings from the Cambridge Study in Delinquent Development (= Home Office Research Study 299). Home Office Research – Development and Statistics Directorate, London 2006, ISBN 1-84726-108-6.
- David F. Greenberg: Delinquency and the Age Structure of Society. In: Contemporary Crises. Vol. 1, Nr. 2, 1977, S. 189–223, doi:10.1007/BF00728871.
- Terrie E. Moffitt: Life-course-persistent and Adolescence-limited Antisocial Behavior. A developmental taxonomy. In: Psychological Review. Vol. 100, 1993, S. 674–701, doi:10.1037/0033-295X.100.4.674.
- Robert J. Sampson, John H. Laub: Shared Beginnings, Divergent Lives. Delinquent Boys to Age 70. Harvard University Press, Cambridge MA u. a. 2003, ISBN 0-674-01191-0.
- Robert J. Sampson, John H. Laub: Crime in the Making. Pathways and Turning Points Through Life. Harvard University Press, Cambridge MA u. a. 1993, ISBN 0-674-17604-9.
- Terence P. Thornberry: Toward an Interactional Theory of Delinquency. In: Criminology. Vol. 25, Nr. 4, 1987, S. 863–891, doi:10.1111/j.1745-9125.1987.tb00823.x.